# Alansmia concinna
Alansmia concinna är en stensöteväxtart som först beskrevs av Alan Reid Smith, och fick sitt nu gällande namn av Moguel och M. Kessler. Alansmia concinna ingår i släktet Alansmia och familjen Polypodiaceae. Inga underarter finns listade.